# Danko Herceg
Danko Herceg (Zagreb, 30 de agosto de 1974) es un deportista croata que compitió en piragüismo en la modalidad de eslalon. Ganó una medalla de plata en el Campeonato Mundial de Piragüismo en Eslalon de 1995, en la prueba de C1 por equipos.

## Palmarés internacional
| Campeonato Mundial | Campeonato Mundial       | Campeonato Mundial | Campeonato Mundial |
| Año                | Lugar                    | Medalla            | Competición        |
| ------------------ | ------------------------ | ------------------ | ------------------ |
| 1995               | Nottingham (Reino Unido) | Medalla de plata   | C1 por equipos     |